# Освајачи олимпијских медаља у атлетици — бацање кугле за жене
Дисциплина бацање кугле у женској конкуренцији била је у програму атлетских такмичења од Олимпијских игара 1948 у Лондону. Освајачице олимпијских медаља у атлетици — бацање кугле за жене — приказане су у следећој табели. Резултати су дати у метрима.
| Олимпијске игре             | Злато                                  | Злато         | Сребро                                     | Сребро | Бронза                                   | Бронза |
| --------------------------- | -------------------------------------- | ------------- | ------------------------------------------ | ------ | ---------------------------------------- | ------ |
| Лондон 1948. детаљи         | Мишлен Остермер · Француска            | 13,75 ОР      | Амелија Пичинини · Италија                 | 13,09  | Ина Шефер · Аустрија                     | 13,08  |
| Хелсинки 1952. детаљи       | Галина Зубина · Совјетски Савез        | 15,28 СР      | Маријана Вернер · Западна Немачка          | 14,57  | Клаудиа Тохонова · Совјетски Савез       | 14,50  |
| Мелбурн 1956. детаљи        | Тамара Тишкевич · Совјетски Савез      | 16,59 ОР      | Галина Зубина · Совјетски Савез            | 16,53  | Маријана Вернер · Уједињени тим Немачке¹ | 15,61  |
| Рим 1960. детаљи            | Тамара Прес · Совјетски Савез          | 17,32 ОР      | Јохана Литге · Уједињени тим Немачке¹      | 16,61  | Ерлен Браун · Сједињене Америчке Државе  | 16,42  |
| Токио 1964. детаљи          | Тамара Прес · Совјетски Савез          | 18,14 ОР      | Ренате Кулмбергер · Уједињени тим Немачке¹ | 17,61  | Галина Зубина · Совјетски Савез          | 17,45  |
| Мексико Сити 1968. детаљи   | Маргита Гумел · Источна Немачка        | 19,61 СР      | Марита Ланге · Источна Немачка             | 18,78  | Надежда Чижова · Совјетски Савез         | 18,11  |
| Минхен 1972. детаљи         | Надежда Чижова · Совјетски Савез       | 21,03 СР / ОР | Маргита Гумел · Источна Немачка            | 20,22  | Иванка Христова · Бугарска               | 19,35  |
| Монтреал 1976. детаљи       | Иванка Христова · Бугарска             | 21,16 ОР      | Надежда Чижова · Совјетски Савез           | 20,96  | Хелена Фибингерова · Чехословачка        | 20,67  |
| Москва 1980. детаљи         | Илона Слупијанек · Источна Немачка     | 22,47 ОР      | Светлана Крашевска · Источна Немачка       | 21,42  | Маргита Пуфе · Источна Немачка           | 21,20  |
| Лос Анђелес 1984. детаљи    | Клаудија Лош · Западна Немачка         | 20,48         | Михаела Логин · Румунија                   | 20,47  | Гејл Мартин · Аустралија                 | 19,19  |
| Сеул 1988. детаљи           | Наталија Лисовска · Совјетски Савез    | 22,24         | Катрин Најмке · Источна Немачка            | 21,07  | Ли Мејсу · Кина                          | 21,06  |
| Барселона 1992. детаљи      | Светлана Кривељова · Уједињени тим²    | 21,06         | Хуанг Џихунг · Кина                        | 20,47  | Катрин Најмке · Немачка                  | 19,78  |
| Атланта 1996. детаљи        | Астрид Кумбернус · Немачка             | 20,56         | Суеј Сјинмен · Кина                        | 19,88  | Ирина Кудорошкина · Русија               | 19,35  |
| Сиднеј 2000. детаљи         | Јанина Королчик · Белорусија           | 20,56         | Лариса Пелешенко · Русија                  | 19,92  | Астрид Кумбернус · Немачка               | 19,62  |
| Атина 2004. детаљи          | Јумилеида Кумба · Куба                 | 19,59         | Надин Клајнерт · Немачка                   | 19,55  | Светлана Кривељова · Русија              | 19,49  |
| Пекинг 2008. детаљи         | Валери Вили · Нови Зеланд              | 20,56         | Наталија Михневич · Белорусија             | 20,28  | Надзеја Астапчук · Белорусија            | 19,86  |
| Лондон 2012. детаљи         | Валери Адамс 3 · Нови Зеланд           | 20,70         | Лижао Гонг Кина                            | 20,22  | Ли Линг Кина                             | 19,63  |
| Рио де Жанеиро 2016. детаљи | Мишел Картер Сједињене Америчке Државе | 20,63         | Валери Адамс · Нови Зеланд                 | 20,42  | Анита Мартон · Мађарска                  | 19,87  |
| Токио 2020. детаљи          | Лижао Гонг Кина                        | 20,58         | Рејвен Сандерс Сједињене Америчке Државе   | 19,79  | Валери Адамс · Нови Зеланд               | 19,62  |
| Париз 2024.                 | Јемиси Огунлеје Немачка                | 20,00         | Мади Веше Нови Зеланд                      | 19,86  | Сонг Ђиајуан Кина                        | 19,32  |
| Лос Анђелес 2028.           |                                        |               |                                            |        |                                          |        |

¹ Олимпијци Западне и Источне Немачке наступали као једна екипа.(ЕУА)
² Екипа СССР је наступила као Заједница независних држава под олимпијском заставом (ЗНД).
3 Првопласирана Наджеја Остапчук из Белорусије и трећепласирана Јевгенија Колодко из Русије су накнадно дисквалификоване због допинга.

## Биланс олимпијских медаља у бацању кугле за жене
Закључно са ЛОИ 2024.
| Ранг | Држава                    | Злато | Сребро | Бронза |    |
| ---- | ------------------------- | ----- | ------ | ------ | -- |
| 1.   | Совјетски Савез           | 6     | 2      | 3      | 11 |
| 2.   | Источна Немачка           | 2     | 4      | 1      | 7  |
| 3.   | Нови Зеланд               | 2     | 2      | 1      | 5  |
| 4.   | Немачка                   | 2     | 1      | 2      | 5  |
| 5.   | Кина                      | 1     | 3      | 3      | 7  |
| 6.   | Белорусија                | 1     | 1      | 1      | 3  |
| 6.   | Сједињене Америчке Државе | 1     | 1      | 1      | 3  |
| 8.   | Западна Немачка           | 1     | 1      | -      | 2  |
| 9.   | Бугарска                  | 1     | -      | 1      | 2  |
| 10.  | Куба                      | 1     | -      | -      | 1  |
| 10.  | Француска                 | 1     | -      | -      | 1  |
| 10.  | Уједињени тим²            | 1     | -      | -      | 1  |
| 13.  | Уједињени тим Немачке¹    | -     | 2      | 1      | 3  |
| 14.  | Русија                    | -     | 1      | 2      | 3  |
| 15.  | Италија                   | -     | 1      | -      | 1  |
| 15.  | Румунија                  |       | 1      | -      | 1  |
| 17.  | Аустралија                | -     | -      | 1      | 1  |
| 17.  | Аустрија                  | -     | -      | 1      | 1  |
| 17.  | Чехословачка              | -     | -      | 1      | 1  |
| 17.  | Мађарска                  | -     | -      | 1      | 1  |
|      | Укупно 20 земаља          | 20    | 20     | 20     | 60 |